# وارن سيلفر
وارن سيلفر (بالإنجليزية: Warren Silver)‏ هو محامي وقاضي أمريكي، ولد في 1948.